# White Lies
White Lies — англійський рок-гурт, що утворився в жовтні 2007 року в Ілінг, Лондон, Англія, спочатку — під назвою Fear of Flying.
До основного складу гурту входять Гаррі Маквей (вокал, гітара), Чарльз Кейв (бас гітара і бек-вокал), Джек Лоуренс-Браун (ударні); на концертах з ним грає також Томмі Боуен (клавішні) і Роб Лі.
Релізи синглів «Unfinished Business» і «Death» сприяли появі групи на фестивалях і турах у Великій Британії і Північній Америці, включаючи їх виступ як хедлайнерів на BBC BBC Radio 1's Big Weekend та участь в 2009 NME Awards Tour.
Наступні сингли «To Lose My Life» і «Farewell to the Fairground» привернули до гурту увагу музичних критиків і дозволили їй вийти в перший світовий тур хедлайнерами. Дебютний альбом To Lose My Life… відразу ж вийшов на вершину UK Albums Chart.
На початку 2009 року White Lies багаторазово фігурували в списках найперспективніших молодих виконавців, що складалися авторитетними виданнями (зокрема, BBC 's Sound of 2009, 2009 BRITs Critics' Choice Award і The Q Magazine «Best New Artist» award. ЗМІ назвали музичний стиль групи темним, але все ж таким, що створює душевний підйом, порівнюючи з стилями Joy Division, Editors та Interpol.

## Історія групи
Чарльз Кейв і Джек Лоуренс-Браун народилися в Пітшенгер-Віллідж, в Північному Ілінгу, і разом виступали в шкільній виставі в North Ealing Primary School. Після того, як два роки по тому до них приєднався Гаррі Маквей (родом з Шефердз Буш), колектив почав виступати під назвою Fear of Flying, спочатку — як «уїк-енд-проєкт». Fear of Flying провели один британський тур де грали на розігріві, надалі-виступали також з The Maccabees, Jamie T і Лорою Марлінг. Вони випустили два подвійних A-side вінілових сингли на незалежному звукозаписуючому лейблі Young and Lost Club, «Routemaster/Round Three» 7 серпня 2006 і «Three's a Crowd/Forget-Me-Nots» 6 Грудня 2006 року.
Обидва вініли були спродюсовані колишнім співробітником Blur і The Smiths, Стівеном стріт (Stephen Street), з яким вони познайомилися через шкільного друга. Група також виступала на Underage Festival (фестиваль для неповнолітніх) в Victoria Park 10 серпня 2007.
За два тижні до початку занять в університеті хлопці з гурту вирішили взяти другий рік пропусків і представити новий матеріал, який, на їх думку, не підходив їх поточному стану. Кейв заявив: «Я відчував, що не міг писати про що-небудь особисте, так що вийшли б напівсмішні історії, які не були б важливі нікому, навіть мені». Fear of Flying розпалися в жовтні 2007 року, а перед тим як представити темніше звучання і нову назву, яку відобразило їх зрілість, вони заявили на MySpace: «Fear of Flying is DEAD … White Lies is alive!» (Fear of Flying мертвий … White Lies живі!).
Кейв також заявив, що група видалила свій аккаунт на MySpace «без всяких символічних прощальних концертів». Маквей сказав, що нинішній музичний клімат вплинув на розкол: «Може, кілька років тому ми б оформили угоду і мали можливість записати три альбоми. А нині нас би кинули».
Коли їм поставили запитання про причину зміни назви в інтерв'ю з однією з радіостанцій в Сан-Франциско, Джек Лоуренс-Браун сказав: «Ми просто подумали, що повинні представляти ці пісні як інша група. У нас були пісні, які, як нам здавалося, не відповідали тій групі, в якій ми були колись, а назва White Lies стало б ідеальним просуванням для них».

## Ранні релізи
Виступаючи під новим ім'ям, White Lies зіграли перший концерт в Hoxton Square's Bar & Kitchen 28 лютого 2008, підтримуючи Team Waterpolo і Semifinalists. Вони були оголошені як квартет, граючи наживо з клавішником Томмі Боуеном, колишнім учасником Mumm-Ra.
Група репетирувала впродовж двох місяців для концерту, також відкладаючи свій дебют на п'ять місяців. Після чого їм стали пропонувати численні послуги звукозаписуючі лейбли. У підсумку учасники підписали контракт з Fiction Records через кілька днів після першого виступу. Група також підписала авторські права на видання з Chrysalis Music Publishing. Хлопці з групи також пояснили значення своєї назви наступним чином: «Невинна брехня насправді дуже темна, такими ж ми бачимо і самих себе», і вона «захищає гіркі істини» в текстах їх пісень. Під час ефіру на BBC Radio 1 5 лютого 2008 Zane Lowe назвав пісню «Death» його «найгарячішою записом у світі» («Hottest Record in the World»), попри те, що пісня ніколи не виходила офіційно.
Radio 1 представило групу в передачі Radio 1's Big Weekend в травні 2008 року, де вони виступили на BBC Introducing Stage. У березні 2008 року White Lies були оголошені однієї з чотирьох груп, які брали участь у найпершому NME New Noise Tour (тепер NME Radar Tour). Впродовж травня 2008 року в ході туру було відвідано 11 міст Великої Британії. Вперше учасники групи з'явилися на сторінках журналу у випуску, датованому 22 березнем 2008 роком в розділі статті «Radar» під заголовком «Everyone's Talking About…» («Всі говорять про…»). Редактор Хеміш МакБейн, описав треки «Death» і «XX» (пізніше названої «Unfinished Business» — єдині дві пісні групи, що перебувають на їх MySpace-як «… not to afraid of a little sincerity, not afraid of a little scale» (дослівно «не злякався слабкості, не злякався невеликого масштабу»).
Група випустила свій перший дебютний сингл місяцем пізніше: семидюймовий вініл пісні «Unfinished Business» вийшов в реліз 28 квітня 2008 завдяки незалежному звукозаписувального лейблу Chess Club Records, співзасновником якого був барабанщик Джек Лоуренс-Браун. З нагоди релізу група підтримала dEUS в лондонському клубі Scala 16 квітня 2008, також виступивши в 2008 Camden Crawl.

## Творчий шлях

### To Lose My Life (2009)
White Lies дебютували на телебаченні на шоу «Later… with Jools Holland» 30 травня 2008 року, виконавши пісні «Unfinished Business» і «Death». Це відзначило їх останній публічний виступ перед записом дебютного альбому і намічених сесій в ICP Studios у Бельгії та Kore Studios в Західному Лондоні. Альбом був попередньо названий «To Lose My Life or Lose My Love» з плановим релізом на січень 2009 року. Назва прийшла з рядки одного з треків альбому «To Lose My Life».
Впродовж літа 2008 року група брала участь у численних англійських і зарубіжних фестивалях, включаючи такі великі заходи, як Oxegen, T in the Park, і the Reading and Leeds Festivals. Починаючи з вересня 2008 року, група, підтримувана The Joy Formidable і Post War Years відіграла їх перший сольний тур, запланований на 13 днів по Великій Британії. Тур був відзначений випуском пісні «Death» 22 вересня 2008 року, з подальшими 6 днями виступів у США в жовтні 2008 року. Тур включав в себе поява на CMJ Music Festival в Нью-Йорку 23-24 жовтня пліч-о-пліч з Jay Reatard, Amazing Baby і Violens.
Після чого група повернулася, щоб підтримати Glasvegas в їх 15 денному турі по Великій Британії в листопаді і грудні 2008 року. NME.com ексклюзивно оголосив, що реліз їхнього дебютного альбому з укороченим назвою «To Lose My Life» вийде 12 січня 2009. Тижнем же раніше, передуючи альбому, відбувся реліз синглу «To Lose My Life». Ексклюзивна прем'єра відео цілком відбулася на MySpace 21 листопада 2008 перед тим, як потрапити в ротацію на MTV Two і плей-листи NME. 11 листопада 2008 NME оголосив, що White Lies візьмуть участь у ShockWaves NME Awards Tour 2009 поряд з Friendly Fires, Florence and the Machine і хедлайнерами Glasvegas. Щорічний тур проводився на початку 2009 року, і в його рамках було відвідано 17 міст Великої Британії. 7 лютого 2009 NME оголосив, що весь тур був розпроданий.
Під час відвідування Манчестера група в дуеті з Florence Welch виконала пісню «Unfinished Business». Пізніше група буде оголошена для Xfm's Winter Wonderland festival у Лондоні, як одна з чотирьох груп, зігравши NME's Big Gig 26 лютого 2009. На початку 2009 року група фігурувала в численних голосуваннях «ones to watch» для наступаючого року. У голосуванні Sound of 2009 на BBC група посіла друге місце, а на BRITs Critics 'Choice Award 2009 року вони стали третіми після Florence and the Machine і Little Boots. На знак релізу альбому їх пісня «From the Stars» з'явилася на iTunes's як «Сингл тижня» («Single of the Week») 30 грудня 2008, двома тижнями раніше до виходу альбому. До того ж група зіграла Live Lounge session для «Jo Whiley's BBC Radio 1 show» 14 січня 2009 року, виконавши «To Lose My Life» і також кавер на пісню Kanye West «Love Lockdown», який був включений в бісайд до «Farewell to the Fairground», що вийшов 23 березня 2009. Після релізу To Lose My Life альбом групи був визнаний номером один і першим альбомом, який дебютував під номером один у 2009 році. Протримавшись високо в продажах в середині тижня, альбом відбив конкуренцію Lady Gaga, The Script і Kings of Leon.
На підтримку релізу група зіграла на Channel 4's Shockwaves Album Chart Show, Last Call with Carson Daly і на Late Show with David Letterman. Останнє стало для White Lies першим виступом на американському телебаченні. Підтримавши Snow Patrol в їх турі по Об'єднаному Королівству та Ірландії, група зробила їх власний світовий сольний тур, виступаючи в Європі, Північній Америці, Японії і Великій Британії. Будучи в Північній Америці група поряд з Friendly Fires була хедлайнером в турі NME Presents. Групи підтримували The Soft Pack, які з White Lies були хедлайнерами в семи з п'ятнадцяти днів, включаючи їх перша поява на фестивалі South by Southwest. Таким чином, White Lies стали однією з двох груп, які фігурували на трьох різних турах (поряд з Friendly Fires).
Під час туру по причині проблем з горлом Гаррі група була змушена виконувати укорочено шість пісень в нью-йоркському клубі Bowery Ballroom. Після повернення до Англії група під час туру часто виконувала кавер на пісню «The Rip» Portishead, яку вони розглядали як натхнення. Хлопці вдруге з'явилися на Radio 1's Big Weekend в Суїндоне, граючи на сцені In New Music We Trust. Впродовж літа 2009 року група виступала на головних англійських і закордонних музичних фестивалях, включаючи Benicàssim, Coachella, Гластонбері, Isle of Wight, Lollapalooza, Oxegen, Reading and Leeds, Roskilde і T in the Park. Пісня «Death» була перевидана 29 червня 2009. Щоб відзначити реліз, живі виступи з обраних групою появ на фестивалях транслювалися онлайн через їх веб програвач, що отримав назву «The Summer of Death» («Літо смерті»).

### Ritual (2011)
В інтерв'ю програмі Бі-бі-Newsbeat, Маквей заявив, що у зв'язку з характерним методом написання пісень група стикаються з вкрай напруженим графіком гастролей. І через це White Lies ніякого нового матеріалу до 2010 року не представить. Попри це, Маквей зазначив, що запис «Nothing to Give» і «The Price Of Love» (з To Lose My Life …) виступає як спроба отримати інший звук у своєму другому випуску. У вересні 2009 року група випустила «Taxidermy» в вигляді цифрового скачування через Itunes. Будучи улюбленою серед уболівальників, трек раніше тільки вийшов на вініловому випуску «To Lose My Life». Низку дат туру пізніше скасували у зв'язку з хворобою Маквея під час їхнього концерту в Мюнхені. Після повного одужування тур Великою Британією тривав як звичайно, а скасовані дати, перенесені на лютий 2010 року.
У листопаді 2010 року, White Lies підтвердили, що їх другий альбом, Ritual, готовий і вийде 17 січня 2011. Продюсер Алан Формер, Перший сингл з альбому «Bigger Than Us» вийшов 3 січня 2011 року.

### Big TV (2013)
В інтерв'ю NME в січні 2013 року, басист Чарльз Кейв зазначив, що третій альбом групи вийде в кінці літа, з одним з треків сприяння запису, яка називається «Getting Even». 4 червня 2013 Було оголошено, що альбом, який був проведений Ед Буллер і записали раніше цього року, називатиметься Big TV. Крім того, був опублікований трек-лист альбому, а пісня «Getting Even» вийшла для безплатного завантаження. Перший офіційний сингл з альбому, «There Goes Our Love Again», вийшов 5 серпня 2013, з альбомом були опубліковані у Великій Британії і Європі, через тиждень, 12 серпня 2013 через Fiction Records.
Реліз альбому, який отримав назву «Big TV», відбувся рівно через тиждень після виходу синглу, тобто 12 серпня на лейблі Fiction Records. Як обкладинку для диска група використовувала картину «Pilot 2» художника Майкла Кегалі. Продюсером альбому виступив Ед Буллер.
6 листопада 2013 року група випустила обмежений тираж EP для святкування свого туру під назвою Small TV. П'ятитрековий EP, вийшов на Fiction Records обмеженим тиражем 1000 примірників і містить кавери від Лани Дель Рей та Принца на додаток до нових версій власних треків.

### Friends (2016)
7 жовтня 2016 року вийшов четвертий альбом гурту, під назвою Friends. Перший сингл — Take It All On Me, вийшов 27 червня.

### Five (2019)
17 вересня 2018 року група оголосила, що їхній новий альбом Five вийде 1 лютого 2019 року у видавництві PIAS Recordings. Того ж дня вийшов перший сингл з альбому «Time to Give».

### As I Try Not To Fall Apart (2022)
27 вересня 2021 року група оголосила, що їхній шостий альбом As I Try Not To Fall Apart вийде 18 лютого 2022 року на лейблі PIAS Recordings.

## Музичний стиль
Ще будучи Fear of Flying, Banquet Records описали другий сингл групи як «Цілком танцювальне інді». В інтерв'ю з BBC London вони посилалися на Talking Heads як своє головне вплив. Темне звучання White Lies спочатку порівнювався з Joy Division, Interpol і Editors, а також з Arcade Fire, The Killers, Echo & the Bunnymen, Tears for Fears і The Teardrop Explodes. Голос Гаррі порівнювали з Йеном Кертісом і Джуліаном Копом. Коли їх запитали про ці порівняння на інтерв'ю з ITN Music, Маквей заявив: «Нас не було під час того періоду музики, і ми не були глибоко залучені в музику Joy Division, особливо Editors або навіть Interpol… Я не думаю, що наша музика повною мірою відповідає тій, з якою порівнюється,.. вона у нас ейфорійніша і створює душевний підйом». Крім того, хлопці зазначили, що творчість групи The Secret Machines мала найбільший вплив на них в музиці.

## Дискографія
- 2009: To Lose My Life
- 2011: Ritual
- 2013: Big TV
- 2016: Friends
- 2019: Five
- 2022: As I Try Not To Fall Apart

## Учасники групи
- Гаррі Маквей — вокал, гітара (2007-теперішній час)
- Charles Cave — бас-гітара, бек-вокал (2007-теперішній час)
- Джек Лоуренс-Браун — ударні (2007-теперішній час)